# Führerbunker

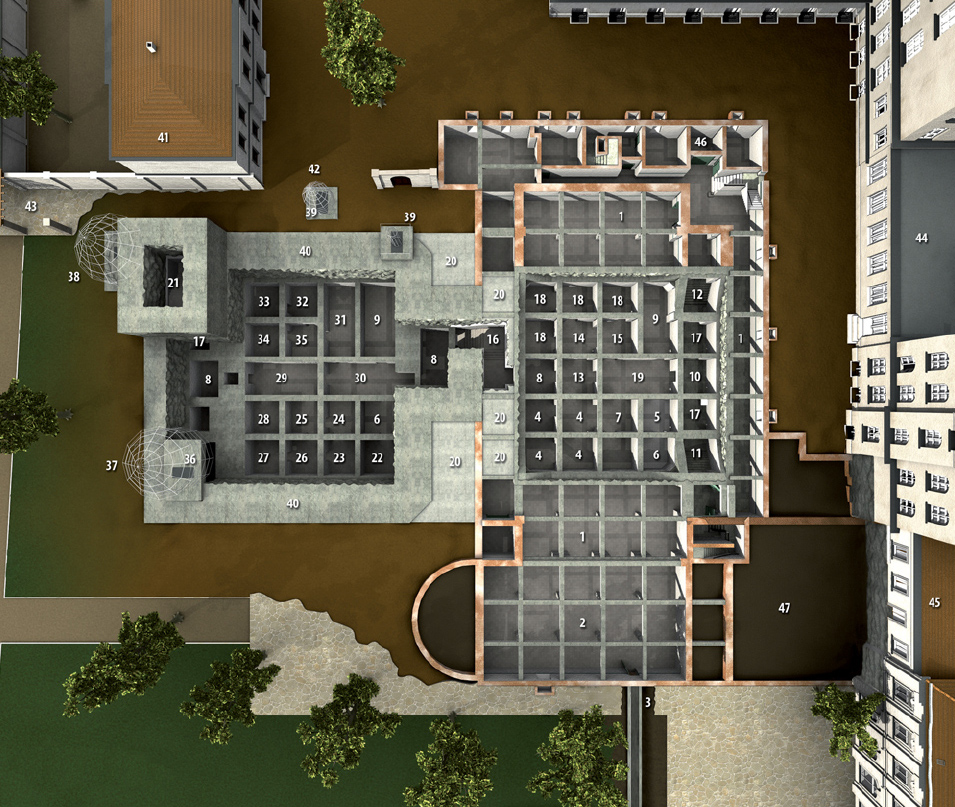
Planul fostului Buncăr al Führerului

Führerbunker este un termen din limba germană care înseamnă literal Adăpostul Führerului sau Buncărul Führerului. Acesta a fost o rețea complexă de încăperi de sub cancelaria nazistă care l-a adăpostit pe Adolf Hitler în ultimele trei luni de viață ale acestuia.